# 小笠原賢二
小笠原 賢二（おがさわら けんじ、1946年4月15日 - 2004年10月4日）は日本の文芸評論家。北海道増毛郡増毛町出身。

## 人物
中学卒業後に集団就職で上京し蒲田の町工場で働くも、父の死を挟み進学を志して、その年に帰郷。北海道増毛高等学校を経て、法政大学文学部日本文学科卒業。1975年、同大学院修士課程修了。小田切秀雄に師事。
大学院在学中から「週刊読書人」の編纂に携わり、1986年退職。その後、法政大学や日本ジャーナリスト専門学校などで教鞭を取る。1995年、『終焉からの問い』で第3回ながらみ書房出版賞受賞。評論は小説だけに限らず、短歌、俳句も積極的に対象とした。
2004年、肺がんのため東京都立川市の病院で死去。葬儀・告別式は、歌人・福島泰樹が住職を務める法昌寺（東京都台東区）で営まれた。享年58。

## 著作
- 『異界の祝祭劇-現代文学の21人』（1986年、沖積舎）
- 『文学的孤児たちの行方』（1990年、五柳書院）
- 『終焉からの問い-現代短歌考現学』（1994年、ながらみ書房）
- 『時代を超える意志-昭和作家論抄』（2001年、作品社）
- 『拡張される視野 現代短歌の可能性』ながらみ書房, 2001.12
- 『「幸福」の可能性 逆風の中の文学者たち』洋々社, 2004.11
- 『極北の詩精神-西川徹郎論』（2004年、書肆茜屋）
- 『小笠原賢二小説集』菱川善夫編（2006年、響文社）